# Thysanostomatidae
Thysanostomatidae é uma família de medusas da ordem Rhizostomeae.

## Géneros
- Thysanostoma L. Agassiz, 1862